# ميكا تويفولا
ميكا تويفولا (بالفنلندية: Miikka Toivola)‏ (11 يوليو 1949 في فنلندا - 26 يناير 2017) هو مدرب كرة قدم ولاعب كرة قدم فنلندي في مركز الوسط. شارك مع منتخب فنلندا لكرة القدم. أما مع النوادي، فقد لعب مع نادي توركو ونادي هلسنكي.

## وصلات خارجية
- ميكا تويفولا على موقع الاتحاد الأوربي (الإنجليزية)
- ميكا تويفولا على موقع قاعدة بيانات كرة القدم.إي يو (الإنجليزية)
- ميكا تويفولا على موقع ناشيونال فوتبول تيمز (الإنجليزية)
- ميكا تويفولا على موقع عالم كرة القدم.نت (الإنجليزية)